# Ana Paula Connelly
Ana Paula Rodrigues Connelly (tegenwoordig Ana Paula Rodrigues Henkel; Lavras, 13 februari 1972), spelersnaam Ana Paula, is een voormalig Braziliaans volleyballer en beachvolleyballer. In de eerste discipline werd ze met de nationale ploeg in 1994 vice-wereldkampioen en won ze in 1996 brons bij de Olympische Spelen. Als beachvolleyballer won ze tweemaal het eindklassement van de FIVB World Tour. Daarnaast nam ze in totaal aan vier Olympische Spelen deel waarvan twee als volleyballer (1992 en 1996) en twee als beachvolleyballer (2004 en 2008).

## Carrière

### Zaal
Ana Paula kwam van 1991 tot en met 1998 uit voor de Braziliaanse volleybalploeg. In 1992 eindigde ze met het team als vierde bij de Olympische Spelen in Barcelona nadat de troostfinale van de Verenigde Staten verloren werd. Twee jaar later behaalden de Braziliaanse vrouwen de zilveren medaille bij het WK in São Paulo achter Cuba en wonnen ze de FIVB World Grand Prix. In 1995 eindigde ze zowel bij de Grand Prix als bij de World Cup in Japan als tweede. Het jaar daarop won Ana Paula met de nationale ploeg bij de Olympische Spelen in Atlanta de bronzen medaille ten koste van Rusland. Daarnaast behaalden ze de overwinning in de Grand Prix. In 1998 wonnen de Braziliaanse vrouwen met Ana Paula opnieuw de Grand Prix en eindigden ze als vierde bij het WK in Japan achter Rusland.

### Beach

#### 1999 tot en met 2004
In 1999 maakte Ana Paula de overstap naar het beachvolleybal en het eerste jaar vormde ze een duo met Jackie Silva. Ze speelden zes reguliere wedstrijden in de FIVB World Tour met een derde plaats in Osaka als beste resultaat. Het tweetal eindigde bij de WK in Marseille als zeventiende nadat het in de tweede herkansingsronde werd uitgeschakeld door het Britse duo Audrey Cooper en Amanda Glover. Het seizoen daarop speelde Ana Paula samen met Mônica Rodrigues. Ze speelden tien wedstrijden in de World Tour en behaalden onder meer een overwinning (Cagliari) en twee derde plaatsen (Gstaad en Marseille). Nadat ze in 2001 een jaar pauze had ingelast in verband met een zwangerschap, keerde ze in 2002 terug aan de zijde van Tatiana Minello. Het tweetal deed mee aan elf FIVB-toernooien en behaalde enkel toptienklasseringen. Ze werden tweemaal tweede (Madrid en Osaka) en tweemaal derde (Mallorca en Vitória). Daarnaast bereikten ze vijf keer de kwartfinales (Gstaad, Stavanger, Montreal, Marseille en Klagenfurt).
Vervolgens vormde Ana Paula twee jaar een team met Sandra Pires. Het duo behaalde het eerste seizoen vier overwinningen (Rodos, Berlijn, Stavanger en Osaka) en vier tweede plaatsen (Gstaad, Marseille, Klagenfurt en Los Angeles). Bovendien wonnen ze het eindklassement van de World Tour. Bij de WK in Rio de Janeiro eindigde het duo als vijfde nadat ze in de kwartfinale waren uitgeschakeld door de Amerikaansen Jenny Jordan en Annett Davis. In 2004 werden Ana Paula en Pires bij de Olympische Spelen in Athene opnieuw vijfde na de kwartfinale van hun landgenoten Adriana Behar en Shelda Bede verloren te hebben. Van de vijf toernooien in de World Tour waar ze aan deelnamen, wonnen ze die in Rio.

#### 2005 tot en met 2010

Ana Paula (rechts) in actie tijdens de kwartfinale bij de Olympische Spelen in Peking tegen Walsh (2008)

In mei 2005 behaalde Ana Paula met Shaylyn Bede in de World Tour een eerste plaats in Osaka en een derde plaats in Shanghai. Daarna vormde ze tot en met 2007 een team met Leila Barros – met wie ze eerder al bij de nationale volleybalploeg speelde. Bij de WK in Berlijn verloren ze in de derde ronde van de Cubaansen Dalixia Fernández en Tamara Larrea, waarna ze in de vijfde herkansingsronde definitief werden uitgeschakeld door het Nederlandse duo Rebekka Kadijk en Merel Mooren. Daarnaast namen ze deel aan twaalf FIVB-toernooien waarbij ze negen toptienklasseringen behaalden. In Sint-Petersburg wonnen ze brons en in Milaan en Bali werden ze vierde. Het daaropvolgende seizoen deed het tweetal mee aan elf toernooien. Ze eindigden zesmaal op het podium; ze boekten een overwinning (Montreal), een tweede plaats (Vitória) en vier derde plaatsen (Stavanger, Marseille, Parijs en Warschau).
In 2007 behaalden ze in negen wedstrijden vier vierde plaatsen (Shanghai, Seoel, Montreal en Berlijn). Bij de WK in Gstaad kwamen Ana Paula en Leila niet verder dan de zestiende finale die ze verloren van het Griekse duo Vasso Karadassiou en Vasiliki Arvaniti. Daarnaast behaalde ze met Behar een vierde en vijfde plaats in respectievelijk Åland en Sint-Petersburg en werd ze met Pires zevende in Fortaleza. Vanaf eind 2007 tot en met 2009 vormde Ana Paula een duo met Shelda. Het eerste jaar speelden ze nog een wedstrijd in Phuket. Het seizoen daarop waren ze actief op veertien toernooien. Het duo behaalde enkel toptienklasseringen en won het eindklassement van de World Tour. Ze boekten drie overwinningen (Stare Jabłonki, Gstaad en Klagenfurt), een tweede plaats (Seoel) en twee derde plaatsen (Adelaide en Guaruja). Daarnaast nam Ana Paula als vervanger van Juliana Felisberta met Larissa França deel aan de Olympische Spelen in Peking deel. Ze eindigden als vijfde nadat ze in de kwartfinale werden uitgeschakeld door de latere Amerikaanse, olympisch kampioenen Misty May-Treanor en Kerri Walsh.
In 2009 bereikten Ana Paula en Shelda de halve finale bij de WK in Stavanger, die verloren ging tegen de latere Amerikaanse wereldkampioenen April Ross en Jennifer Kessy. In de strijd om het brons waren landgenoten Maria Antonelli en Talita Antunes te sterk, waardoor ze als vierde eindigden. Bij de negen reguliere toernooien in de World Tour behaalde het duo een vierde plaats (Åland) en drie vijfde plaatsen (Gstaad, Marseille en Klagenfurt). In 2010 speelde Ana Paula weer met Minello. Het duo deed in de AVP Tour mee aan vier toernooien met twee vijfde plaatsen als beste resultaat. Aan het einde van het jaar speelden ze in Sanya en Phuket nog twee wedstrijden in de World Tour, waarna Ana Paula haar sportieve carrière beëindigde.

## Palmares

### Zaal
- 1992: 4e OS
- 1994:  WK
- 1994:  Grand Prix
- 1995:  World Cup
- 1995:  Grand Prix
- 1996:  Grand Prix
- 1996:  OS
- 1998: 4e WK
- 1998:  Grand Prix

### Beach
Kampioenschappen
- 2003: 5e WK
- 2004: 5e OS
- 2005: 9e WK
- 2008: 5e OS
- 2009: 4e WK

FIVB World Tour
- 1999:  Osaka Open
- 2000:  Cagliari Open
- 2000:  Gstaad Open
- 2000:  Marseille Open
- 2002:  Madrid Open
- 2002:  Osaka Open
- 2002:  Mallorca Open
- 2002:  Vitória Open
- 2003:  Rodos Open
- 2003:  Gstaad Open
- 2003:  Grand Slam Berlijn
- 2003:  Stavanger Open
- 2003:  Grand Slam Marseille
- 2003:  Grand Slam Klagenfurt

- 2003:  Osaka Open
- 2003:  Grand Slam Los Angeles
- 2003:  FIVB World Tour
- 2004:  Rio de Janeiro Open
- 2005:  Shanghai Open
- 2005:  Osaka Open
- 2005:  Sint-Petersburg Open
- 2006:  Grand Slam Stavanger
- 2006:  Marseille Open
- 2006:  Montreal Open
- 2006:  Grand Slam Parijs
- 2006:  Warschau Open
- 2006:  Vitória Open
- 2008:  Adelaide Open
- 2008:  Seoel Open
- 2008:  Stare Jabłonki Open
- 2008:  Grand Slam Gstaad
- 2008:  Grand Slam Klagenfurt
- 2008:  Guaruja Open
- 2008:  FIVB World Tour

## Persoonlijk
Ana Paula trouwde in 1994 met de voormalige basketballer Jeffty Connelly en in 2001 kreeg ze een zoon met volleybaltrainer Marcus Miranda. In 2010 trouwde ze opnieuw met de voormalige Amerikaanse beachvolleyballer Carl Henkel.